# Maximilian Mundt
Pour l’article homonyme, voir Mundt.
Maximilian Mundt, né le 27 avril 1996 à Hambourg, est un acteur et photographe allemand. Depuis 2019, il incarne le personnage de Moritz dans la série Netflix How to Sell Drugs Online (Fast),.

## Filmographie

### Cinéma
- 2015 : Radio Heimat : Mücke
- 2016 : Tigermilch : Tobi [3]
- 2023 : Gran Turismo de Neill Blomkamp

### Télévision
- 2013 : Notruf Hafenkante : Felix Hoffmann
- 2014 : Die Pfefferkörner : Theo
- 2016 : Großstadtrevier : Leo Dinkel
- 2017 : Bad Cop: Kriminell gut : Sprayer KC
- 2019–2025 : How to Sell Drugs Online (Fast) : Moritz Zimmermann (4 saisons)
- 2020 : Dunkelstadt : Kilian Von Rose (épisode 3 : Blut und Wasser)
- 2021 : KBV, Keine besonderen Vorkommnisse : Nimmich
- 2022 : Ze Network : Thomas Gesach (8 épisodes)

#### Téléfilms
- 2019 : Nord bei Nordwest – Gold! : Max Busch

### Podcast
- 2020 : Susi : Ronny (4 épisodes)